# Francuska (Bělehrad)
Francuska (srbsky Француска, doslova Francouzská) je ulice v centru srbské metropole Bělehradu. Spojuje Náměstí republiky s ulicí Cara Dušana v Dorćolu (Dunajský amfiteátr). Dlouhá je 570 m. Administrativně leží na území opštiny (městské části) Staré město (Stari grad).

## Historie
Ulice vznikla v roce 1872 a několikrát za svoji dobu existence měnila název. Původně se jednalo o dvě samostatné ulice; Vršačka ulica a Pozorišna ulica (Divadelní). Roku 1896 byly spojeny do jednoho celku a podle budovy národního divadla na Náměstí republiky pojmenovány jako Divadelní ulice (Pozorišna ulica). V roce 1930 byl zaveden současný název, vzhledem k tomu, že tehdejší Království Jugoslávie měla s Francií velmi dobré vzájemné vztahy.

## Doprava
Jedná se o rušnou městskou třídu lemovanou stromořadím. Na každé straně je po jednom jízdním pruhu.
Ulice vede paralelně k třídě Skadarlija.

## Významné budovy
- Velvyslanectví Řecka v Srbsku
- Dům armády
- Dům Nikoly Pašiće (na adrese Francuska 21).
- budova Národního divadla (Francuska 3).